# Померано-бранденбургская война
Померано-бранденбургская война — вооружённый конфликт между герцогством Померания и маркграфством Бранденбург, происходивший в 1329 — 1333 годах.

## Предпосылки
Померано-бранденбургский конфликт зародился в XII веке. Причиной конфликтов были как пограничные территории, оспариваемые обоими владениями, так и статус померанских герцогств, (которые Бранденбург хотел сделать вассалом, а Померания желала остаться в прямой подчинении Священной Римской империи).
После того как в начале XIII века прекратился датский суверенитет над Померанией на роль её сюзеренов претендовал Аскании Бранденбурга. В 1236 году был заключен договор в Креммене, который закреплял эти амбиции Асканиев, Но Ландинский мирный договор 1250 года аннулировал эти достижения Бранденбурга.
В начале XIV века правителями Померании были герцоги Отто I и Барним III (правившие в Штеттине), а также Вартислав IV (правивший в Вольгасте).

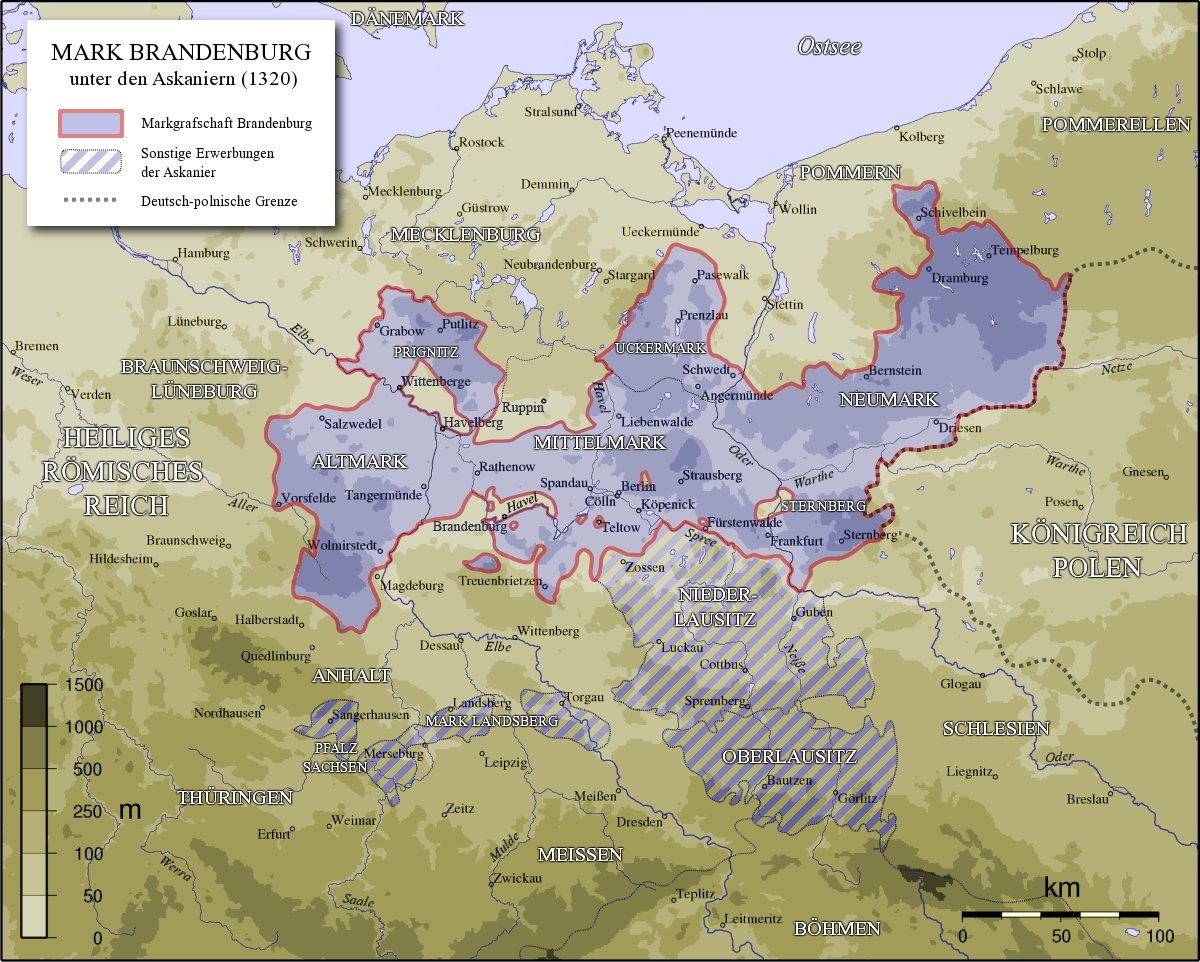
Карта Бранденбурга и окрестностей в 1320 году

В Бранденбурге в 1320 году окончательно пресеклась местная ветвь рода Асканиев. Император Людовик Баварский объявил владение выморочным и в 1323 году маркграфство своему старшему сыну.
Но не все жители Бранденбурга и его соседи были довольны этим решением. Начиная с 1319 года каждый из них пытался, что то «вернуть»:
Рудольф I герцог Саксен-Виттенберга полагавший себя законным наследником Бранденбурга контролировал Хавеланд, Тельтов, Барним, Заухе и Нижнюю Лужицу
Генрих I Яворский захватил Гёрлиц и восточные районы Верхней Лужицы. А Бауцен и часть Верней Лужицы взял Ян Чешский
Генрих II Мекленбургский захватил Пригниц и Уккермарк.
Правители Померании Вартислав IV (герцог Померании-Вольгаст и Оттон I (герцог Померании-Штеттин) принесли вассальную присягу епископу Каммена. Надеясь тем самым получить защиту у церкви от притязаний Бранденбурга или иных соседей. После этого они заняли Уккермарк, вытеснив оттуда мекленбуржцев заняли Пренцлау и область Пасевалк.
А Любушскую землю пытался вернуть польский король Владислав Локетек.
И хотя Виттельсбахам удалось закрепится в Бранденбурге и вернуть ряд занятых земель положение их было непрочным.
В 1327 году император Людовик — передал своему сыну Людвигу Бранденбургскому верховные права на Померанию.
После того, как Померания и Мекленбург в 1328 году закончили воевать друг с другом в войне за Рюгенское наследство, они объединились против маркграфа Людвига чтобы реализовать свои претензии в Бранденбурге.

## Ход
Война продолжалась с 1329 по 1333 год. Первоначально в конфликте участвовали только Померания и Бранденбург. После нескольких сражений в 1329 году — важнейшим из которых была битва при Пренцлау померанцы разбили бранденбуржцев.
29 января 1330 года было заключено перемирия в Твенрадене (Twenraden) В это время обе стороны пытались обзавестись союзниками. 13 января 1331 года померанские герцоги были признаны в качестве вассалов папой римским Иоанном XXII. Во время перемирия Померании удалось на свою сторону привлечь графа Шверинского, герцогов Мекленбургских и сеньора Верле.
Военные действия возобновились летом 1332 года. Разбив бранденбургские войска при Креммер Дамме (Kremmer Damm) Барним одержал окончательную победу.

## Результаты
28 июня 1333 года между Бранденбургом и Померанией был подписан мир (утвержденный императором лишь 13 августа 1338 года). По миру Бранденбург отказывался от верховных прав на Померанию, которая стала имперским леном. Померанские герцоги признавали Людовика IV императором.
Существующий статус сохранился на долгие годы. Лишь при появлении Лжевальдемара правителям Померании удалось расширить свою власть в Укермарке.
Вновь условия мира были изменены при вокняжении в Бранденбурге Люксембургов.